# Дюбе, Пьеррик
Пьеррик Дюбе (фр. Pierrick Dubé; род. 7 января 2001, Лион, Франция) — франко-канадский профессиональный хоккеист, правый крайний нападающий клуба «Трактор». До этого хоккеист выступал за фарм-клуб «Вашингтон Кэпиталз» из АХЛ, «Херши Бэрс». Обладатель Кубка Колдера 2024. За основную команду в НХЛ сыграл всего 3 матча.

## Карьера
Дюбе начал карьеру в Главной юниорской хоккейной лиги Квебека (QMJHL) в командах «Квебек Ремпартс», «Шикутими Сагенинс» и «Шавиниган Катарактес». В своём последнем сезоне в юниорском хоккее Дюбе помог «Катарактес» выиграть Президентский кубок, вручаемый победителям плей-офф QMJHL.
После того, как Дюбе не был выбран на драфте НХЛ, он подписал контракт с командой «Труа-Ривьер Лайонс» из ECHL и играл с командой в сезоне 2021/22. 13 октября 2022 года он подписал просмотровый контракт с командой «Лаваль Рокет» из Американской хоккейной лиги (АХЛ), а затем подписал полноценный контракт с командой.
1 июля 2023 года Дюбе подписал контракт новичка на 2 года с «Вашингтон Кэпиталз» и был переведён в их фарм-клуб в АХЛ, «Херши Бэрс». Он был отозван в основную команду 21 февраля 2024 года и дебютировал в НХЛ три дня спустя в матче против «Флорида Пантерз» (Матч завершился поражением  «Кэпиталз» 2:3 в овертайме).
4 июня 2024 года Дюбе получил тяжёлую травму лица после удара Этена Фрэнка в третьей игре полуфинала плей-офф АХЛ против «Кливленд Монстерз». Он пропустил следующие три игры, потеряв из-за удара «пять или шесть зубов» и «двенадцать фунтов» за неделю восстановления. Восемь дней спустя он вернулся в строй к седьмой игре и забил гол в решающем матче.
17 июля 2025 подписал контракт на 1 год с челябинским «Трактором».

## Личная жизнь
Дюбе родился в Лионе. Его отец, Роджер, профессионально играл в хоккей во Франции. При поддержке своей семьи Дюбе, в возрасте 14 лет, переехал в Канаду, чтобы продолжить развитие своих хоккейных навыков.

## Статистика

### Международная
1. ↑  Франция прошла на Олимпиаду 2026 из-за продолжающейся дисквалификации сборной России

## Достижения
| Награда             | Год  |
| АХЛ                 | АХЛ  |
| ------------------- | ---- |
| Кубок Колдера       | 2024 |
| QJMHL               |      |
| Президентский кубок | 2022 |